# Lochness - Il risveglio del mostro
Lochness - Il risveglio del mostro (Beyond Loch Ness, o anche Loch Ness Terror) è un film tv statunitense del 2007, con protagonista Brian Krause. Il film è del genere horror fantascientifico

## Trama
James Murphy è un criptozoologo alla ricerca del famigerato mostro di Lochness, dopo che, alla fine degli anni 70, l'essere gli aveva distrutto la famiglia. Alcuni decenni dopo, l'uomo, si ritroverà fianco fianco del terribile mostro che nel frattempo ha anche messo su famiglia. 